# 中國科學院學部科普和出版工作委員會
中國科學院學部科普和出版工作委員會是中國科學院於2006年6月8日結束的第13次院士大會成立的單位。

## 主要工作
- 領導學部的科普工作和出版工作
- 組織學術活動和專題學術研討
- 普及科學知識
- 負責學部出版物的編輯、出版和管理工作

## 人員名單
- 主任：朱作言
- 副主任：白以龍　吳國雄
- 委員：王鼎盛、陳木法、佟振合、林國強、馮守華、吳常信、王志珍、劉嘉麒、戎嘉余、劉永坦、夏建白、郭光燦、張澤、葉恆強、陳祖煜